# Москворецкое
Москворецкое (каз. Москворецкое) — село в Тимирязевском районе Северо-Казахстанской области Казахстана. Административный центр Москворецкого сельского округа. Код КАТО — 596251100.

## География
Село находится примерно в 10 км к юго-западу от села Тимирязево, административного центра района, на высоте 171 метра над уровнем моря. Москворецкое расположено на озера Малкар, в 3 км к востоку находится озеро Аксуат.

## История
Указом ПВС Казахской ССР от 16.08.1971 года посёлку центральной усадьбы совхоза «Москворецкий» присвоено наименование село Москворецкое.

## Население
В 1999 году численность населения села составляла 980 человек (483 мужчины и 497 женщин). По данным переписи 2009 года, в селе проживало 682 человека (336 мужчин и 346 женщин).